# Rosengården
Ej att förväxla med Rosengård i Malmö.
Rosengården är en stadsdel bestående mestadels av flerfamiljshus, som ligger i östra delen av Helsingborg. Statistikområdet Rosengården, enligt en uppdelning av Helsingborgs stad, avgränsas av Filbornavägen i norr, Haparandagatan och Husensjövägen i söder, samt Jönköpingsgatan i väster och Sockengatan i öster.  Den 31 december 2020 hade statistikområdet Rosengården 4 928 invånare.

## Historik
Namnet Rosengården kommer från en lantgård med 15 hektar mark som låg inom det som tidigare var Filborna bys ägor. Historiskt hade landskapet dominerats av våtmarker i anknytning till den numera försvunna Husensjön, på 1810 års rekognoseringskarta kallad "Husensjö måse". Senare på 1800-talet dikades markerna ut och utnyttjades sedan som åkermark. Här etablerades senare odlingslotter, plantskola, trädgårdsmästerier och fruktodlingar, samt ett fåtal enfamiljshus. Ett mindre bostadsområde av enfamiljsvillor byggdes upp kring Billingegatan i början av 1900-talet. Den stora expansionen kom i och med miljonprogrammet då ett stort bostadsområde byggdes upp mellan 1965 och 1975. Byggherre var till största delen Riksbyggen och området utformades som ett typiskt miljonprogramsområde med en blandning av åttavånings- och trevåningsflerfamiljshus. De högre husen lades ut mot Filbornavägen, för att avskärma trafiken och inrama området, medan trevåningshusen låg innanför. Till detta lades även en centrumanläggning i områdets mitt, innehållande butiker och serviceinrättningar. 1982 byggdes Rosengårdskyrkan av Helsingborgs Missionsförsamling på motsatta sidan av Filbornavägen.

## Nanny Palmkvistskolan
Områdets skola har elever från förskola till årskurs 6. På platsen låg tidigare Rosengårdsskolan, men den revs 1993 och på samma plats byggdes Nanny Palmkvistskolan. Nanny Palmkvist var en pionjär inom den pedagogiska undervisningen i Helsingborg på tidigt 1900-tal. Skolans nuvarande lokaler uppfördes 1994.

## Befolkningsutveckling
| Befolkningsutvecklingen i Rosengården 2000–2020 | Befolkningsutvecklingen i Rosengården 2000–2020 | Befolkningsutvecklingen i Rosengården 2000–2020 | Befolkningsutvecklingen i Rosengården 2000–2020 | Befolkningsutvecklingen i Rosengården 2000–2020 |
| ----------------------------------------------- | ----------------------------------------------- | ----------------------------------------------- | ----------------------------------------------- | ----------------------------------------------- |
|                                                 |                                                 |                                                 |                                                 |                                                 |
| År                                              |                                                 |                                                 | Folkmängd                                       |                                                 |
| 2000                                            | 2000                                            |                                                 | 4 373                                           |                                                 |
| 2001                                            | 2001                                            |                                                 | 4 344                                           |                                                 |
| 2002                                            | 2002                                            |                                                 | 4 445                                           |                                                 |
| 2003                                            | 2003                                            |                                                 | 4 383                                           |                                                 |
| 2004                                            | 2004                                            |                                                 | 4 411                                           |                                                 |
| 2005                                            | 2005                                            |                                                 | 4 388                                           |                                                 |
| 2006                                            | 2006                                            |                                                 | 4 417                                           |                                                 |
| 2007                                            | 2007                                            |                                                 | 4 399                                           |                                                 |
| 2008                                            | 2008                                            |                                                 | 4 407                                           |                                                 |
| 2009                                            | 2009                                            |                                                 | 4 459                                           |                                                 |
| 2010                                            | 2010                                            |                                                 | 4 406                                           |                                                 |
| 2011                                            | 2011                                            |                                                 | 4 404                                           |                                                 |
| 2012                                            | 2012                                            |                                                 | 4 519                                           |                                                 |
| 2013                                            | 2013                                            |                                                 | 4 488                                           |                                                 |
| 2014                                            | 2014                                            |                                                 | 4 575                                           |                                                 |
| 2015                                            | 2015                                            |                                                 | 4 583                                           |                                                 |
| 2016                                            | 2016                                            |                                                 | 4 605                                           |                                                 |
| 2017                                            | 2017                                            |                                                 | 4 734                                           |                                                 |
| 2018                                            | 2018                                            |                                                 | 4 674                                           |                                                 |
| 2019                                            | 2019                                            |                                                 | 4 768                                           |                                                 |
| 2020                                            | 2020                                            |                                                 | 4 928                                           |                                                 |

## Demografi
Statistikområdet Rosengården hade 4 928 invånare den 31 december 2020, vilket utgjorde 4,3 % av befolkningen i hela Helsingborgs tätort (här alla statistikområden i Helsingborgs kommuns innerområde, motsvarande Helsingborgs tätort inklusive vissa närliggande småorter). Medelåldern var vid samma tid 41,9 år, vilket var något högre än medelåldern för resterande Helsingborg på 40,7 år. Åldersfördelningen vara relativt jämn i stadsdelen, med en aning lägre andel invånare i åldern 10 till 49  år och en något högre andel invånare i åldern 50 till 79 år än genomsnittet för Helsingborg. Trots detta var den största åldersgruppen i Rosengården 20 till 29 år.
Andelen personer med utländsk bakgrund, alltså personer som antingen är födda utanför Sverige eller har föräldrar som båda är födda utanför Sverige, var inom statistikområdet 33,3 %, vilket var en något högre andel än för övriga Helsingborg med 30,3 %. Av de invånare som är födda utanför Sverige hade Rosengården en lägre andel personer födda i Norden och utanför Europa och en märkbart högre andel födda inom Europa men utanför Norden än genomsnittet för staden. Rosengården var den stadsdel med näst högst andel födda inom Europa men utanför Norden efter Berga.
| Åldersfördelning (2020) |        |  |  |  |
| Åldersgrupp             | Andel  |  |  |  |
| 0–9                     | 12,1 % |  |  |  |
| 0–9                     | 11,5 % |  |  |  |
| 10–19                   | 10,3 % |  |  |  |
| 10–19                   | 10,7 % |  |  |  |
| 20–29                   | 13,3 % |  |  |  |
| 20–29                   | 14,7 % |  |  |  |
| 30–39                   | 13,3 % |  |  |  |
| 30–39                   | 14,1 % |  |  |  |
| 40–49                   | 11,2 % |  |  |  |
| 40–49                   | 12,1 % |  |  |  |
| 50–59                   | 12,9 % |  |  |  |
| 50–59                   | 12,5 % |  |  |  |
| 60–69                   | 11,9 % |  |  |  |
| 60–69                   | 10,3 % |  |  |  |
| 70–79                   | 10,0 % |  |  |  |
| 70–79                   | 8,8 %  |  |  |  |
| 80–                     | 5,1 %  |  |  |  |
| 80–                     | 5,1 %  |  |  |  |
|                         |        |  |  |  |
|                         |        |  |  |  |
| Medelålder              | 41,9   |  |  |  |
| Medelålder              | 40,7   |  |  |  |

| Utländsk bakgrund (2020)                |        |  |  |  |
|                                         |        |  |  |  |
| Andel                                   | 33,3 % |  |  |  |
| Andel                                   | 30,3 % |  |  |  |
| Födelseland (för födda utanför Sverige) |        |  |  |  |
| Region                                  | Andel  |  |  |  |
| Övriga Norden                           | 6,5 %  |  |  |  |
| Övriga Norden                           | 7,3 %  |  |  |  |
| Övriga Europa                           | 52,5 % |  |  |  |
| Övriga Europa                           | 37,8 % |  |  |  |
| Övriga Världen                          | 41,0 % |  |  |  |
| Övriga Världen                          | 54,8 % |  |  |  |

### Utbildning och inkomst
Befolkningen på Rosengården hade den 31 december 2020 en något lägre utbildningsnivå än Helsingborg som helhet. Andelen invånare mellan 20 och 64 år med endast förgymnasial utbildning låg en aning över genomsnittet för staden och andelen med eftergymnasial utbildning var lägre än genomsnittet. Störst var andelen med 3-årig gymnasial utbildning, med 27,4 %. Medelinkomsten för statistikområdet uppgick 2020 till 362 900 kronor jämfört med 402 800 kronor för Helsingborg som helhet. Kvinnornas medelinkomst uppgick till 81,9 % av männens, vilket var en något mindre löneskillnad än för hela Helsingborgs tätort där andelen uppgick till ungefär 80 %.
| Utbildningsnivå (2020) |        |  |  |  |
| Utbildning             | Andel  |  |  |  |
| Förgymnasial           | 14,6 % |  |  |  |
| Förgymnasial           | 13,2 % |  |  |  |
| Gymnasial (≤2 år)      | 21,2 % |  |  |  |
| Gymnasial (≤2 år)      | 16,8 % |  |  |  |
| Gymnasial (3 år)       | 27,4 % |  |  |  |
| Gymnasial (3 år)       | 25,8 % |  |  |  |
| Eftergymn. (<3 år)     | 14,8 % |  |  |  |
| Eftergymn. (<3 år)     | 16,8 % |  |  |  |
| Eftergymn. (≥3 år)     | 19,9 % |  |  |  |
| Eftergymn. (≥3 år)     | 24,4 % |  |  |  |
| Ingen uppgift          | 2,0 %  |  |  |  |
| Ingen uppgift          | 3,0 %  |  |  |  |

| Förvärvsinkomst (2020) |         |  |  |  |
| Kön                    | Inkomst |  |  |  |
| Kvinnor                | 326,6   |  |  |  |
| Kvinnor                | 356,9   |  |  |  |
| Män                    | 398,7   |  |  |  |
| Män                    | 446,6   |  |  |  |
| Samtliga               | 362,9   |  |  |  |
| Samtliga               | 402,8   |  |  |  |

### Sysselsättning och hälsa
Arbetslösheten för personer mellan 20 och 64 år uppgick år 2020 till totalt 10,8 %, vilket är något lägre än genomsnittet för Helsingborg. Arbetslöshetstalen var hägre för män än för kvinnor. Den öppna arbetslösheten uppgick 2020 till 5,7 %. Andelen förvärvsarbetande uppgick 2019 till totalt 73,8 %. Av de förvärvsarbetande i stadsdelen pendlade 1 887 personer till arbeten utanför stadsdelen, medan 281 personer pendlade in till arbeten inom stadsdelen från boende utanför Rosengården.
Det genomsnittliga antalet utbetalda dagar med sjukpenning, arbetsskadesjukpenning, rehabiliteringspenning, sjukersättning och aktivitetsersättning från socialförsäkringen för stadsdelen uppgick år 2020 till 31 dagar, vilket var högre än de 23 dagar för Helsingborg som helhet. Ohälsotalet var större för kvinnorna än för männen.
| Arbetslöshet (2020) |        |  |  |  |
| Kön                 | Andel  |  |  |  |
| Kvinnor             | 10,1 % |  |  |  |
| Kvinnor             | 9,8 %  |  |  |  |
| Män                 | 11,6 % |  |  |  |
| Män                 | 10,2 % |  |  |  |
| Samtliga            | 10,8 % |  |  |  |
| Samtliga            | 11,1 % |  |  |  |

| Ohälsotal (2020) |       |  |  |  |
| Kön              | Dagar |  |  |  |
| Kvinnor          | 38    |  |  |  |
| Kvinnor          | 27    |  |  |  |
| Män              | 23    |  |  |  |
| Män              | 19    |  |  |  |
| Samtliga         | 31    |  |  |  |
| Samtliga         | 23    |  |  |  |